# Melomys cervinipes
Melomys cervinipes är en däggdjursart som först beskrevs av Gould 1852. Den ingår i släktet Melomys och familjen råttdjur.
Artepitetet i det vetenskapliga namnet är sammansatt av de latinska orden cervinus (kronhjortsfärgad) och pes (fot).

## Underarter
Catalogue of Life listar nedanstående taxon som synonymer, medan många andra forskare erkänner dem som underarter. Stödet för M. cervinipes bunya är dock svagt.
- M. cervinipes albiventer Kellogg, 1945
- M. cervinipes bunya Tate, 1951
- M. cervinipes eboreus Thomas, 1924
- M. cervinipes pallidus Troughton and Le Souef, 1929

## Beskrivning
En liten råtta med en längd  på drygt 11 cm från nos till svansrot, en svanslängd på 16 cm, och en vikt mellan 45 och 110 g. Pälsen på ovansidan varierar från rödbrunaktig till brungråaktig. Fötterna och buksidan är vitaktiga. Svansen är hårlös; karakteristiskt för denna art är att svansens fjäll inte är överlappande, som hos de flesta råttor, utan liggande kant i kant, som i en mosaik.

## Utbredning
Denna gnagare förekommer i östra Australien från sydöstra Kap Yorkhalvön i nordöstra Queensland till regionen kring Sydney i New South Wales. Arten är vanlig i New South Wales, mindre allmän i Queensland. IUCN kategoriserar arten globalt som livskraftig, och man identifierar inga hot. Andra auktoriteter listar dock skogsavvekning och katter som möjliga faror för arten.

## Ekologi
Habitatet utgörs av regnskogar, buskage och buskskogar, fuktiga hårdbladsskogar, trädbevuxna träsk, kustskogar och mangrove, gärna med inslag av eldkronearter och ormbunksväxter. Arten är skymningsaktiv och trädlevande. Den försvarar inte sina revir, utan reviren, som har en genomsnittlig storlek på omkring 0,4 hektar, överlappar varandra. Inte heller förefaller det vara någon skillnad på honornas och hanarnas revirstorlek. Bona förläggs vanligtvis i trädens bladverk.
Melomys cervinipes är allätare, och lever på frukt, skott, blommor och insekter. Mycket av maten tas uppe i träden.
Det finns inga avgränsade parningstider, utan ungarna kan födas året om. Efter en dräktighetstid på cirka 38 till 40 dagar föder honan mellan en och tre ungar. De är blinda och outvecklade vid födseln, men utvecklas snabbt. Endast honan tar hand om avkomman.